# نهاریا

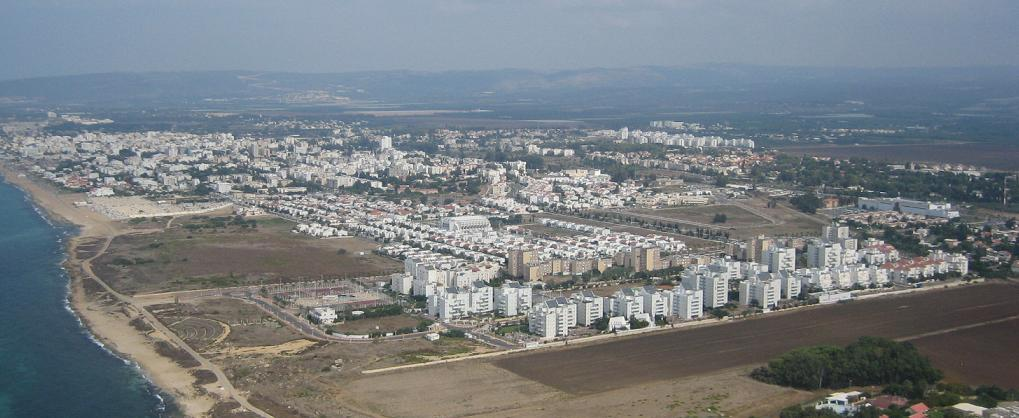
تصویری هوایی از شهر نهاریا.

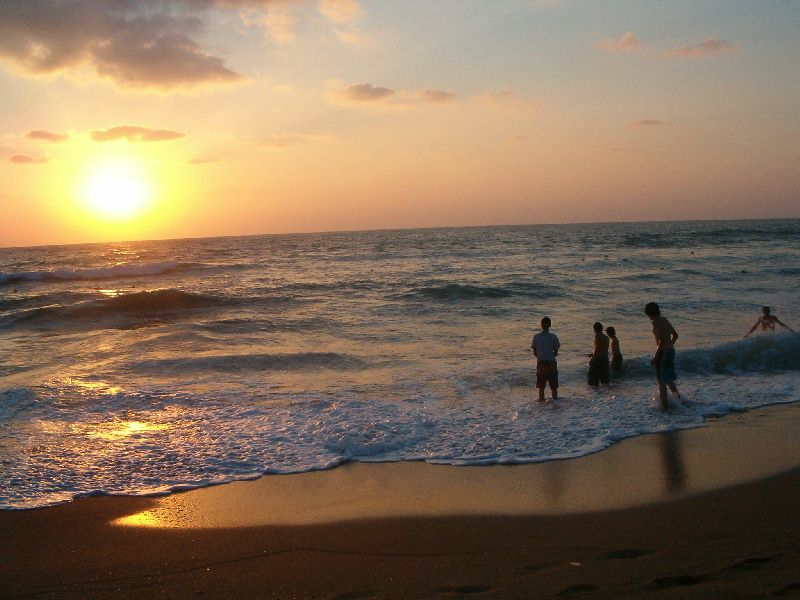
ساحل نهاریا در غروب آفتاب.

نِهاریا (به عبری: נהריה) یکی از شهر های اسرائیل است که در استان شمال، اسرائیل قرار گرفته‌است.
شهر نهاریا در کنار دریای مدیترانه قرار گرقته است و نزدیک‌ترین شهر ساحلی اسرائیل به کشور لبنان است.
نهاریا دارای جمعیتی در حدود ۵۰ هزار نفر است. مهاجرین یهودی‌الاصل آلمانی، پایه‌گذاران اولیه این شهر بودند.

## عملیات روز پسح
در در تاریخ ۲۷ مارس ۲۰۰۲ و در جشن عید پسح،ودر پاسخ به سالها ظلم وجنایت رژیم اسرائیل علیه مردم مظلوم فلسطین، توسط گروه مقاومت حماس عملیاتی انتحاری در این شهر انجام گرفت؛ که در طی آن بیش از ۳۰ نظامی اسرائیلی به هلاکت رسیدند و بیش از ۱۴۰ نفر دیگر زخمی‌شدند.